# Anna Kareeva
Anna Vasil'evna Kareeva (in russo Анна Васильевна Кареева?; 10 maggio 1977) è un'ex pallamanista russa.

## Palmarès

### Olimpiadi
- 1 medaglia:
  - 1 argento (Pechino 2008)

### Mondiali
- 3 medaglie:
  - 3 ori (Italia 2001; Russia 2005; Francia 2007)

### Europei
- 2 medaglie:
  - 1 argento (Svezia 2006)
  - 1 bronzo (Romania 2000)